# Журавльовка (Аургазинський район)
Журавльо́вка (рос. Журавёвка, башк. Журавлевка) — присілок у складі Аургазинського району Башкортостану, Росія. Входить до складу Меселинської сільської ради.
Населення — 19 осіб (2010; 44 в 2002).
Національний склад:
- чуваші — 84%